# اچ‌ام‌اس کارلایل (۱۶۹۳)
اچ‌ام‌اس کارلایل (۱۶۹۳) (به انگلیسی: HMS Carlisle (1693)) یک کشتی بود که طول آن ۱۴۵ فوت (۴۴٫۲ متر) بود.